# Oteana iaorana
Oteana iaorana är en insektsart som beskrevs av Hoch 2006. Oteana iaorana ingår i släktet Oteana och familjen kilstritar. Inga underarter finns listade i Catalogue of Life.